# ホーヘンシュタイナ (小惑星)
ホーヘンシュタイナ (788 Hohensteina) は小惑星帯に位置する小惑星である。ハイデルベルクのケーニッヒシュトゥール天文台でフランツ・カイザーによって発見された。
カイザーの妻の故郷であるヘッセン州ラインガウ＝タウヌス郡のホーヘンシュタイン (Hohenstein) に因んで命名された。
2006年9月に茨城県で掩蔽が観測された。